# Сборная Сербии по мини-футболу
Сборная Сербии по мини-футболу — национальная команда, которая представляет Сербию на международных соревнованиях по мини-футболу. Является правопреемником сборных Югославии и Сербии и Черногории.
В 1992 году югославской сборной удалось квалифицироваться на чемпионат мира, однако затем она была дисквалифицирована по политическим причинам и заменена на сборную Бельгии. По иронии судьбы, до 2012 года (когда Сербия дошла до 1/8 финала) это была единственная успешная квалификация на ЧМ в истории сборной.
На чемпионат Европы она отбиралась трижды, лучшим её достижением была стадия 1/4 финала в 2010 и 2012 годах. Но 8 февраля 2016 сборная Сербии обновила и этот рекорд, обыграв в четвертьфинале сборную Украины со счётом 2:1 и забив победный гол на последней секунде основного времени матча.

## Турнирные достижения

### Чемпионат мира по мини-футболу
- 1989 — не участвовала
- 1992 — не допущена к финальной части
- 1996 — не квалифицировалась
- 2000 — не квалифицировалась
- 2004 — не квалифицировалась
- 2008 — не квалифицировалась
- 2012 — 1/8 финала
- 2016 — не квалифицировалась
- 2021 — 1/8 финала

### Чемпионат Европы по мини-футболу
- 1996 — как Югославия: не квалифицировалась
- 1999 — как Югославия: 1-й раунд
- 2001 — как Югославия: не квалифицировалась
- 2003 — как Югославия: не квалифицировалась
- 2005 — как Сербия и Черногория: не квалифицировалась
- 2007 — 1-й раунд
- 2010 — 1/4 финала
- 2012 — 1/4 финала
- 2014 — не квалифицировалась
- 2016 — 4 место
- 2018 — 1/4 финала
- 2022 — 1-й раунд